# Акколь (Айтекебийский район)
Акколь (каз. Ақкөл) — село в Айтекебийском районе Актюбинской области Казахстана. Административный центр и единственный населённый пункт Аккольского сельского округа. Находится примерно в 55 км к югу от центра села Комсомольское. Код КАТО — 153433100.

## Население
В 1999 году население села составляло 1197 человек (614 мужчин и 583 женщины). По данным переписи 2009 года, в селе проживало 695 человек (366 мужчин и 329 женщин).